# Djamel Abdoun
Djamel Abdoun (Montreuil, 14 febbraio 1986) è un ex calciatore francese naturalizzato algerino, di ruolo centrocampista.

## Biografia
La sua famiglia è originaria dei villaggi di Tifrit e Biziou, vicino Akbou, Béjaïa, nella regione della Petite Kabylie.

## Caratteristiche tecniche
È un'ala destra capace anche di agire dietro una punta di peso.

## Carriera

### Club
Cresciuto nel Paris Saint-Germain FC, nel 2003 fu ingaggiato dall'Ajaccio, quindi fu prestato al Manchester City nel 2007, giocando solo nella partita di FA Cup del 28 gennaio 2007 contro il Southampton F.C., vinta 3-1; al termine della stagione ritornò all'Ajaccio, dopo che il Manchester City scelse di non rendere il trasferimento permanente.
Nel 2011 il giocatore passa all'Olympiakos Pireo, dove segna nove gol in 50 presenze di campionato. Nel luglio 2013 si trasferisce al Nottingham Forest.

### Nazionale
Ha giocato per la Francia con le nazionali Under-17, Under-18 (con cui vinse il Torneo di Tolone del 2007) e Under-20.
Essendo comunque di origini algerine, poteva rappresentare anche l'Algeria ed il 18 gennaio 2010 debuttò con la squadra africana entrando all'88' in una gara contro l'Angola alla Copa d'Africa 2010.

## Palmarès

### Club

#### Competizioni nazionali
- Campionato greco: 2

Olympiakos: 2011-2012, 2012-2013
- Coppa di Grecia: 2

Olympiakos: 2011-2012, 2012-2013

### Nazionale
- Campionato europeo di calcio Under-19: 1

2005
- Torneo di Tolone: 1

2007